# Ragnar Sigurðsson
Ragnar Sigurðsson (Reykjavík, 1986. június 19. –) izlandi válogatott labdarúgó.
Az izlandi válogatott tagjaként részt vett a 2016-os Európa-bajnokságon.

## Sikerei, díjai
IFK Göteborg
- Svéd bajnok (1): 2007, 2013
- Svéd kupa (1): 2008
- Svéd szuperkupa (1): 2008

FC København
- Dán bajnok (1): 2012–13
- Dán kupa (1): 2011-12